# چهریق علیا
چهریق علیا، روستایی است از توابع بخش کوهسار و در شهرستان سلماس استان آذربایجان غربی ایران.
چهریق علیا مرکز دهستان چهریق است. مردم این روستا ترک هستند و به زبان ترکی آذربایجانی سخن می‌گویند.

## جمعیت
این روستا در دهستان چهریق قرار داشته و بر اساس سرشماری سال ۱۳۸۵ جمعیت آن ۶۸۰نفر (۱۳۷ خانوار) 
بوده‌است.